# Десмерице
Десмерице су насељено место у саставу града Огулина у Карловачкој жупанији, Република Хрватска.

## Историја
До територијалне реорганизације у Хрватској налазиле су се у саставу старе општине Огулин.

## Становништво
На попису становништва 2011. године, Десмерице су имале 262 становника.

## Попис1991.
На попису становништва 1991. године, насељено место Десмерице је имало 310 становника, следећег националног састава:
| Попис 1991.‍  | Попис 1991.‍  | Попис 1991.‍ | Попис 1991.‍ | Попис 1991.‍ |
| ------------ | ------------ | ----------- | ----------- | ----------- |
|              |              |             |             |             |
| Хрвати       | Хрвати       |             | 304         | 98,06%      |
| Југословени  | Југословени  |             | 5           | 1,61%       |
| неопредељени | неопредељени |             | 1           | 0,32%       |
| укупно: 310  |              |             |             |             |